# Ayoma Alta
Ayoma Alta ist eine Ortschaft im Departamento Potosí im südamerikanischen Andenstaat Bolivien.

## Lage im Nahraum
Ayoma Alta ist ein Ort des Kanton Vitichi im Municipio Vitichi in der Provinz Nor Chichas. Die Ortschaft liegt in einer Höhe von 3187 m an der Mündung des Río Chaqui in den Río Ayoma, der flussabwärts in den Río Tumusla fließt.

## Geographie
Ayoma Alta liegt im südlichen Teil der kargen Hochebene des bolivianischen Altiplano. Das Klima ist wegen der Binnenlage kühl und trocken und durch ein typisches Tageszeitenklima gekennzeichnet, bei dem die Temperaturschwankungen zwischen Tag und Nacht in der Regel deutlich größer sind als die jahreszeitlichen Schwankungen.
Die Jahresdurchschnittstemperatur liegt bei 13 °C (siehe Klimadiagramm Vitichi) und schwankt nur unwesentlich zwischen 10 °C im Juni/Juli und gut 15 °C von November bis März. Der Jahresniederschlag beträgt nur etwa 400 mm, mit einer stark ausgeprägten Trockenzeit von April bis Oktober mit Monatsniederschlägen unter 20 mm, und einer Feuchtezeit von Dezember bis Februar mit etwa 80 mm Monatsniederschlag.

## Verkehrsnetz
Ayoma Alta liegt in einer Entfernung von 94 Straßenkilometern südöstlich von Potosí, der Hauptstadt des Departamentos.
Von Potosí aus führt die insgesamt 1215 Kilometer lange asphaltierte Nationalstraße Ruta 1 nach Süden über Cuchu Ingenio und Tres Cruces, vorbei an Villa Nueva, und weiter nach Tarija und Bermejo an der argentinischen Grenze. Sieben Kilometern südöstlich von Villa Nueva überquert die Ruta 1 den Río Ayoma, und nach wenigen hundert Metern zweigt nach rechts eine Zufahrt nach Ayoma Alta von der asphaltierten Hauptstraße ab.

## Bevölkerung
Die Einwohnerzahl der Ortschaft ist in dem Jahrzehnt zwischen den beiden letzten Volkszählungen um mehr als ein Drittel zurückgegangen:
| Jahr | Einwohner         | Quelle       |
| ---- | ----------------- | ------------ |
| 1992 | keine Detaildaten | Volkszählung |
| 2001 | 132               | Volkszählung |
| 2012 | 85                | Volkszählung |
| 2024 |                   | Volkszählung |

Die Region weist einen hohen Anteil an Quechua-Bevölkerung auf, im Municipio Vitichi sprechen 98,2 Prozent der Bevölkerung Quechua.